# Gizo
Gizo es una ciudad de las Islas Salomón, en el sur del océano Pacífico. Se encuentra en la isla de Gizo, en el grupo de las islas Nueva Georgia. Es la capital de la provincia Occidental. 
La ciudad contaba en 2007 con más de 3.000 habitantes, siendo la segunda ciudad más importante del país. La ciudad está comunicada con las otras islas con un pequeño aeropuerto que cuenta con una pista asfaltada.
Gizo fue la base usada por Robert Ballard para rodar sus documentales para National Geographic.
El 2 de abril de 2007, Gizo y otras islas del país sufrieron los efectos de un tsunami causado por un terremoto de magnitud 8,1 en la escala Richter.